# Maria Austria
Maria Austria (bürgerlich Marie Karoline Oestreicher; * 19. März 1915 in Karlsbad, Österreich-Ungarn; † 10. Januar 1975 in Amsterdam) war eine österreichisch-niederländische Fotografin, die als wichtige Nachkriegsfotografin der Niederlande gilt. Neben sozialkritischen Fotoreportagen lag der Schwerpunkt ihres Schaffens, das dem Neorealismus zuzuordnen ist, in der Theater- und Dokumentarfotografie.

## Leben

### 1915 bis 1936
Marie Karoline Oestreicher wuchs im damals zur österreichisch-ungarischen Monarchie gehörenden böhmischen Karlsbad als Tochter des früh verstorbenen Bezirks- und Badearztes Karl Oestreicher (1864 – März 1915) und seiner Ehefrau Clara, geb. Kisch (1871–1945), zusammen mit ihren weit älteren Geschwistern Felix (1894–1945) und Lisbeth (1902–1989) in einer gutbürgerlichen, jüdischen assimilierten Familie in einem intellektuellen und künstlerischen Umfeld auf. Bis 1918 besaß sie die österreichische Staatsbürgerschaft, danach die tschechoslowakische. Von 1928 bis Juni 1933 besuchte sie das örtliche Mädchengymnasium, das sie mit sehr guten Noten abschloss. Während dieser Zeit begann sie zu fotografieren. Ab dem Sommer 1933 lebte sie in der Wiener Rathausstraße, kaufte sich eine Leica und eine Rolleiflex und begann am 18. September eine dreijährige Ausbildung zur Fotografin an der Graphischen Lehr- und Versuchsanstalt Wien – Abteilung Photographie und Reproduktionsverfahren, einschließlich eines Praktikums von Februar 1934 bis Juli 1935 im Wiener Fotoatelier Willinger in der Kärntnerstraße. Nach dem Abschluss mit „Sehr gut“ am 4. Juli 1936 wurde sie als freie Fotografin tätig. Sie war kulturell interessiert, besuchte avantgardistische Theaterinszenierungen und kleine experimentelle Theater und fand Anregungen in den Kreisen linker Künstler und Theaterleute rund um den Wiener Naschmarkt.

### 1937 bis 1945
Im Sommer 1937 verließ sie Österreich wegen des zunehmenden Einflusses des nationalsozialistischen Deutschlands und dem wachsenden Antisemitismus und zog zu ihrer Schwester Lisbeth in die Niederlande, die sich nach einer Ausbildung als Textilgestalterin in der Weberei am Bauhaus Dessau in Amsterdam niedergelassen hatte. Aus Wien an anspruchsvolle Aufträge gewöhnt, musste Maria sich in Amsterdam erst einen Ruf erarbeiten. Sie lernte Niederländisch, erfüllte jede kleine Aufgabe, fotografierte ab Anfang 1938 in ihrem gemeinsamen Studioatelier Model en Foto Austria (Mode- und Fotostudio Austria) die Strickmodelle der Schwester, führte Werbe- und Porträtaufträge aus. Sie entwickelte ihre Negative selbst, lieferte Reportagen und kam langsam ins Geschäft mit Zeitschriften. Sie veröffentlichte unter anderem in den Zeitschriften Libelle und Wij und knüpfte Kontakte zu politisch und kulturell Gleichgesinnten in der Nederlandsche Filmliga. So lernte sie in dieser Zeit die Regisseure Joris Ivens und John Fernhout kennen und die aus Ungarn stammende Fotografin Éva Besnyő. Mit dem Umzug in die Noorder Amstellaan im Stadtviertel Rivierenbuurt 1939 verwendete sie nur noch den Künstlernamen Maria Austria.
Nach dem Überfall auf die Niederlande am 10. Mai 1940 und der Besetzung durch die deutsche Wehrmacht wurden die Lebensbedingungen für jüdische Menschen zunehmend schwieriger durch die wachsenden Repressalien während der deutschen Besatzung wie Meldepflicht für Juden, Ausgrenzung aus dem öffentlichen Leben, Ausschluss aus Vereinen, Berufs- und Schreibverbote. Da sie vom Berufsverbot für jüdische Fotografinnen und Fotografen betroffen war, musste Austria im Mai 1941 ihre Arbeit aufgeben und begann, als Krankenschwester im Portugiesisch-Israelitischen Krankenhaus auf der Halbinsel Rapenburg im Stadtviertel Jodenbuurt zu arbeiten und als Lehrerin für Fotografie für den Judenrat Amsterdam. Im April 1942 schloss sie mit dem deutsch-jüdischen Kaufmann Hans Bial (1911–2000) eine Zweckehe, die im Dezember 1945 geschieden wurde.

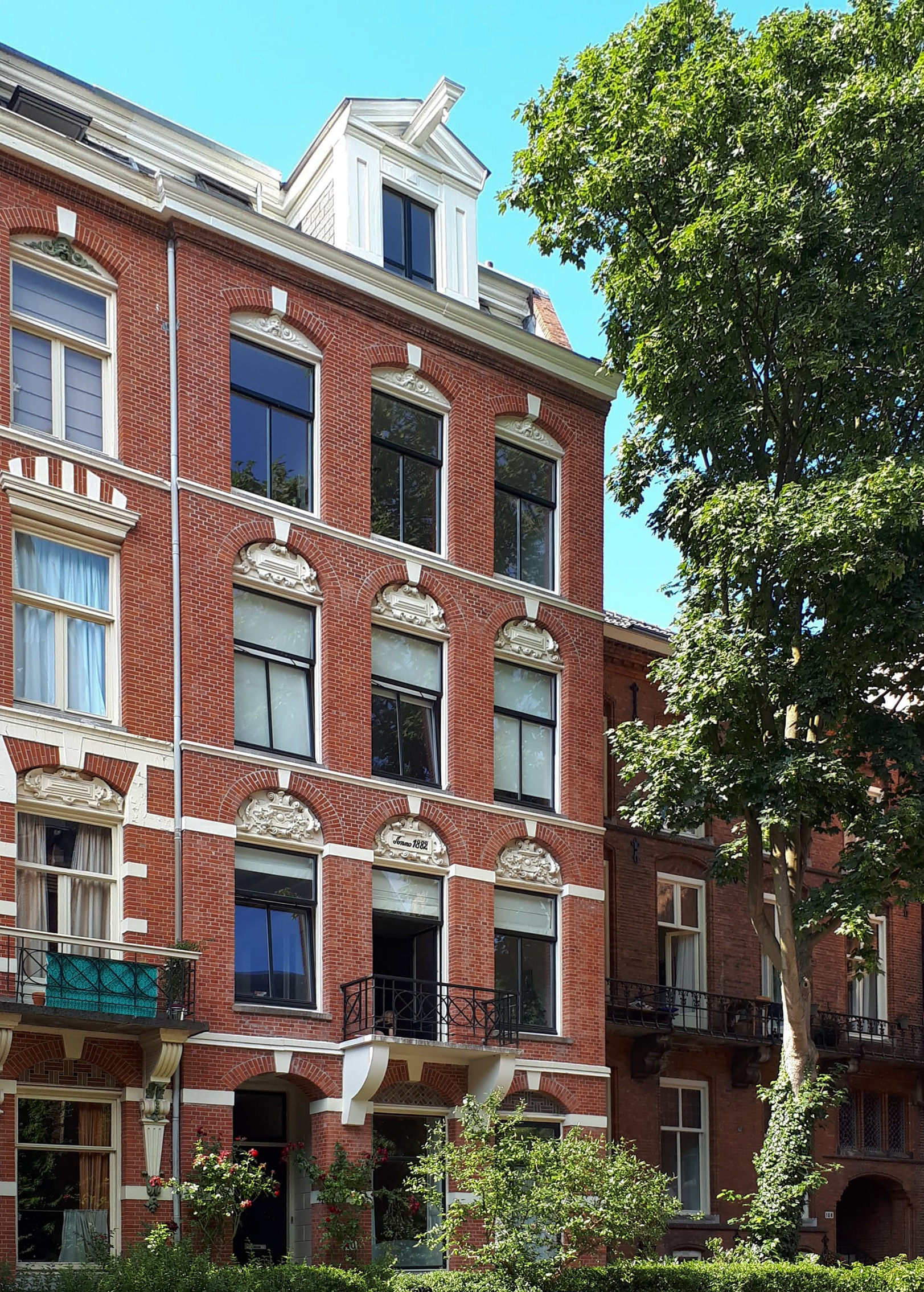
Vondelstraat 110, Amsterdam

Ihre Schwester Lisbeth wurde 1942 im Lager Westerbork interniert, ebenso wie 1943 ihre Mutter und ihr Bruder mit Familie, die 1938 in die Niederlande geflohen waren. Maria Austria tauchte stattdessen unter, lebte ab Mitte 1943 in wechselnden Unterkünften und begann für den niederländischen Widerstand zu arbeiten. Während dieser Zeit lernte sie im Versteck im Dachgeschoss des Hauses in der Amsterdamer Vondelstraat 110 ihren späteren Mann Hendrik („Henk“) Pieter Jonker kennen, dem sie das Fotografieren beibrachte. Jonker war als Beamter für das Amsterdamer Einwohnermelderegister tätig. Gemeinsam mit ihm und anderen jüdischen Fotografen und Fotografinnen wie Éva Besnyő fertigten sie für den Widerstand falsche Personalausweise und Maria übernahm unter dem Pseudonym Elizabeth Huijnen Kurierdienste. Ihre Mutter kam im April 1945 im KZ Bergen-Belsen um, ihr Bruder Felix und dessen Frau starben kurz darauf an den Folgen der Belsener Haft. Lisbeth überlebte in Westerbork und nahm die drei verwaisten Nichten Beate, Helly und Maria auf, die von ihr und Maria Austria betreut wurden.

### Ab 1945

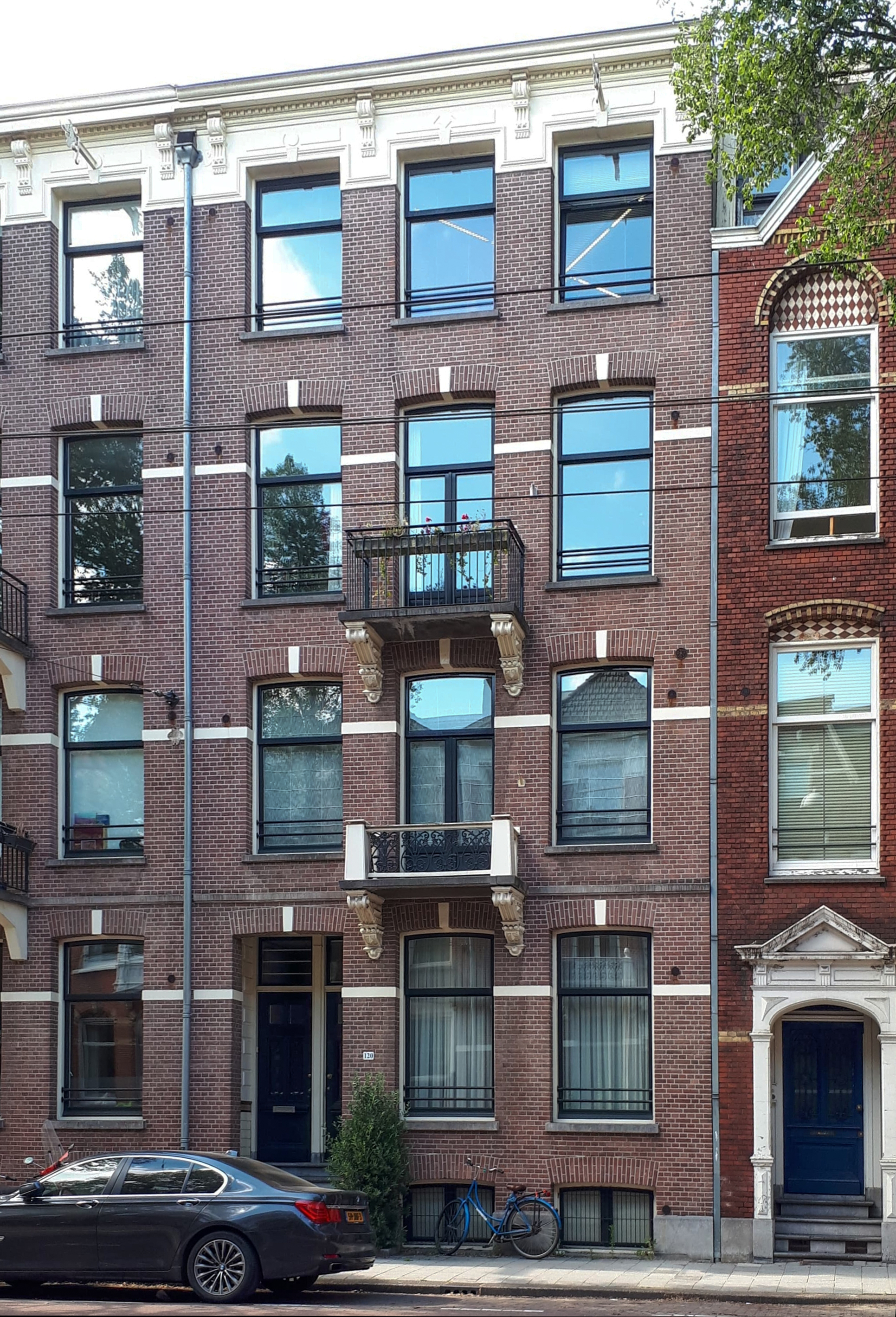
Willemsparkweg 120, Amsterdam

Nach dem Krieg nahm sie Aufträge für Modeberichte an und gründete 1945 gemeinsam mit Henk Jonker, Aart Klein und Wim Zilver Rupe nach der Kapitulation der deutschen Wehrmacht am 4. Mai 1945 am Willemsparkweg 120 die Fotoagentur Particam (Partizanen Camera). Die kanadischen Alliierten lieferten anfänglich den Fotografen Filmmaterial für die Dokumentation des Lebens in den zerstörten Städten. Mit Genehmigung der Nationalen Streitkräfte entstanden sozialkritische Fotoreportagen des Wiederaufbaus und Elends für die freie niederländische Presse. Die dokumentarischen Berichte, bei denen das Alltagsleben der Bevölkerung im Fokus stand, erschienen in Zeitungen und Zeitschriften. Von 1949 bis Anfang der sechziger Jahre hatten Maria Austria und Jonker auf der Rückseite des Algemeen Handelsblad eine Serie mit einem festen Fototeil zu wechselnden gesellschaftlichen Themen.
Daneben fotografierten sie Personen der darstellenden Künste in den Niederlanden. Diese Fotografien erschienen in Programmheften und Theatervitrinen. Sie wurden eingeladen, die ersten Vorstellungen in der Stadsschouwburg Amsterdam zu dokumentieren. Zum wichtigen Auftraggeber wurde ab 1947 das Holland Festival in Amsterdam. Sie fotografierten auch ab 1949 Aufführungen in De Nationale Opera (Niederländische Opernstiftung (De Nederlandse Operastichting)) und Orchester, wie ab 1951 das Concertgebouw-Orchester. Im März 1950 heiratete Maria Austria Henk Jonker und wurde ins Niederländische eingebürgert. Zunehmend konzentrierte sie sich auf Reportagen von Theateraufführungen und experimentellen Musik- und Tanzdarbietungen, Opern- und Ballettproduktionen. Nach dem Weggang von Wim Zilver Rupe und Aart Klein 1956 und der Scheidung von Henk Jonker 1963 führte sie das Büro Particam alleine weiter, beschäftigte Assistenten und Lehrlinge, u. a. Vincent Mentzel, Jaap Pieper und Bob van Dantzig. Die Ehe mit Henk Jonker wurde am 28. Oktober 1969 aufgelöst. Sie war bis zu ihrem Tod 1975 Hausfotografin des seit 1972 in Amsterdam ansässigen Mickery Theaters, Spielort für internationales, alternatives Experimentelles Theater und eine der wichtigsten Bühnen für freie Ensembles in Europa. Für das Holland Festival und Mickery Theater fotografierte sie tagsüber die Empfänge und Proben, abends die Aufführungen oder Konzerte und entwickelte danach die Fotos, um sie morgens vor Redaktionsbeginn an die überregionalen Zeitungen und Agenturen zu liefern. Die Fotos der hochkarätigen Auftritte verschafften ihr nationalen Ruhm.
Maria Austria war unter anderem Mitglied der Nederlandse Vereniging van Fotojournalisten (Vereinigung der Niederländischen Fotojournalisten) und von 1945 bis zu ihrem Tod Vorstandsmitglied der Abteilung Fotografie der Vereniging van Beoefenaars der Gebonden Kunsten (später: Gebonden Kunstenaars federatie (Verband für Angewandt Kunst) (GKf)). In dieser Eigenschaft setzte sie sich für die Anerkennung der Fotografie als vollwertige Kunstdisziplin ein und plädierte beim Ministerium für Bildung, Kunst und Wissenschaft für einen eigenen Etat im Staatshaushalt zum Ankauf und zur Ausstellung von Fotografien in den Museen. Sie bestand auf der Namensnennung bei der Veröffentlichung ihrer Fotos in Zeitschriften und untersagte das Beschneiden ihrer Bilder. Am 10. Januar 1975 starb Maria Austria in Amsterdam nach einer schweren Grippe.
1976 wurde die Stichting Fotoarchief Maria Austria-Particam (Stiftung Fotoarchiv Maria Austria-Particam) eingerichtet, um ihren Nachlass zugänglich zu machen und gleichzeitig ein Archiv für niederländische Fotografinnen und Fotografen aufzubauen (seit 1992 neue Stiftung Maria Austria Institut (MAI)). Das Archiv ist heute im Stadsarchief Amsterdam untergebracht und enthält über 50 Archive bedeutender Fotografen, unter anderem die Nachlässe von Maria Austria, Particam, Hans Dukkers, Henk Jonker, Carel Blazer.
Der Amsterdamer Fonds für die Künste vergibt alle zwei Jahre den Maria Austria-Preis für Fotografie.

## Wirken
Maria Austrias Fotostil wird dem Neorealismus zugeordnet. Unbeeinflusst von avantgardistischen Strömungen verzichtete sie auf künstlerische Verfremdung und schuf „Momentaufnahmen, die die gesellschaftlichen Widersprüche der Nachkriegszeit festhalten“. Sie war bekannt für ihren Perfektionismus und handwerkliches Können. Ihre Bilder „sind gestochen scharf und von starken Kontrasten geprägt. Man erkennt jede noch so kleine Falte. Sie scheint die Menschen und das Geschehen unmittelbar einzufangen.“
Bereits die Modeaufnahmen im Amsterdamer Atelier 1937 machte sie ausschließlich mit einer Rolleiflex. Ihre Vorliebe begründete sie damit, dass man „auch mit der Rolleiflex viel beweglicher als mit einem großen Kasten“ sei. Bis in die 1970er Jahre verwendete sie eine Rolleiflex-Kamera, für die sie eine Umhüllung anfertigen ließ, um während Theater- und Tanzaufführungen möglichst geräuschlos fotografieren zu können. Sie arbeitete oft mit einem Stativ und ihrer eigenen Beleuchtung und auf Grund ihrer Erfahrung auch in schwierigen Beleuchtungssituationen ohne Photometer. Erst kurz vor ihrem Tod fotografierte sie mit einer Kleinbildkamera.
Schon in ihren Bildern aus der Ausbildungszeit in Wien ist Maria Austrias Hinwendung zur Sozialreportage sichtbar. Sie fotografierte Arbeiter beim Karten spielen in Wien, Mädchen am See, Glasbläser in Böhmen und deren Lebenswelt. Als freie Fotografin in Wien fotografierte sie Prominente aus der internationalen Kunstszene, wie etwa Benjamin Britten, Maria Callas, Josephine Baker, Martha Graham und auch Albert Schweitzer. Nachdem sie 1943 in Amsterdam untergetaucht war, fotografierte sie selbst aus ihrem Versteck in der Vondelstraat aus dem Dachgeschossfenster heimlich deutsche Truppen in den Straßen.
Für ihre 1945 gegründete Fotoagentur Particam (Partizanen Camera) machte sie sozialkritische Fotoreportagen wie über den Hongerwinter 1944/45, die Rückkehr jüdischer Insassen aus dem Lager Westerbork 1945, die Verhaftung niederländischer Kollaborateure, über das Kinderlager für jüdische rumänische Waisenkinder Ilaniah in Apeldoorn 1948 und vom „Asozialen-Lager“ Drenthe, in dem die niederländische Regierung sozial schwache Familien unterbrachte und bis 1950 zur Schwerarbeit zwecks „Resozialisierung“ zwang. Sie dokumentierte die Zerstörungen des Bahnhofs Amsterdam Centraal, das Elend nach dem Krieg, den Wiederaufbau und das Leben in den befreiten Niederlanden, ebenso wie die Flutkatastrophe von 1953. Im Dezember 1954 erhielten sie und Jonker, über Otto Frank und vermittelt durch den Theaterregisseur Rob de Vries, den Auftrag, das Versteck von Anne Frank und ihrer Familie in der Prinsengracht 263 fotografisch zu dokumentieren. Jonker fotografierte das Vorderhaus und Maria Austria in über 250 Aufnahmen das Hinterhaus Het Achterhuis. Die Fotodokumentation war die Grundlage zum Bau der Kulissen für die Theaterinszenierung am Broadway 1955 und die Verfilmung The Diary of Anne Frank 1959. 1958 wurden ihre Fotos in einer Einzelausstellung im Amsterdamer Stedelijk Museum gezeigt.
Neben Sozialreportagen machte sie in den Jahren nach dem Krieg viele Porträtfotos von Intellektuellen und Künstlern ihrer Zeit, darunter Bertolt Brecht, Thomas Mann, Igor Strawinsky, Mstislaw Rostropowitsch, James Baldwin. Zunehmend widmete sie sich der Theater-, Musik-, Tanz- und Zirkusfotografie, konzentrierte sich auf Reportagen von Theateraufführungen und experimentellen Musik- und Tanzdarbietungen, fotografierte viele Opern- und Ballettproduktionen, berühmte Gastdirigenten und Solisten, vor allem beim Holland Festival in Amsterdam und als Hausfotografin des experimentellen Mickery Theaters. Sie fotografierte die Gastspiele der Nachkriegs-Avantgarde der Bühnenwelt, etwa die Truppe des La MaMa Experimental Theatre Club aus New York und die Auftritte des von Shūji Terayama gegründeten Tenjo Sajiki-Theaters. Sie fotografierte die Schauspieler unbemerkt während ihres Spiels. Diese Arbeitsweise brachte ausdrucksstarke und manchmal verschwommene Bilder hervor, die einen dynamischen und eindringlichen Eindruck vermitteln. Ihre streng komponierten Schwarzweißfotografien zeichneten sich durch ihre Verbindung von Präzision und Ausdruckskraft aus, die die auf der Bühne inszenierten Emotionen einfingen.
Maria Austria interessierte sich auch für das gesellschaftspolitische Theater, das sich Anfang der siebziger Jahre in den Niederlanden formierte. Sie fotografierte die Aufführungen des 1970 gegründeten Theaterkollektivs Het Werkteater und der Theatergruppen Prolog, Baal und Sater, für das sie sich auch persönlich einsetzte. Daneben faszinierten sie die expressiven, existenzialistischen, neuen Ausdrucksformen des Tanzes. Sie versuchte, die Schönheit und Perfektion, die sie darin sah, wie etwa bei den Auftritten von Kurt Stuyf und Ellen Edinoff von der Contemporary Dance Foundation, in ihren Fotografien wiederzugeben.

## Ausstellungen (Auswahl)
- 1953: Post-war European Photography. Museum of Modern Art, New York
- 1958: Maria Austria-Ausstellung. Stedelijk Museum, Amsterdam (Einzelausstellung)
- 1975: In memoriam Maria Austria – Theaterfotografie. Van Gogh Museum, Amsterdam
- 1977: die Maria Austria-Ausstellung im Stedelijk Museum wird nach Amstelveen, Hilversum und Arnheim übernommen.
- 1977: Theaterfoto’s van Maria Austria. Schouwburg-Galerie, Tilburg
- 1991: Model en Foto Austria. Niederländisches Textilmuseum (Nederlands Textielmuseum), Tilburg
- 2001: Maria Austria – Holland zonder Haast. Joods Museum, Amsterdam[10]
- 2002: Maria Austria – Photographien der 1950er- und 1960er-Jahre. Das Verborgene Museum, Berlin
- 2018: Maria Austria – Fotografe. Joods Museum, Amsterdam; Das Verborgene Museum, Berlin[3]
- 2018/2019: Maria Austria – Eine Amsterdamer Fotografin des Neorealismus. Das Verborgene Museum, Berlin. Auswahl mit ca. einhundert Schwarz-Weiß-Fotografien und Dokumenten aus der Ausstellung des Joods Museums, Amsterdam[8]
- 2023/2024: Fokus! Jetzt! Maria Austria – Fotografin im Exil. Jüdisches Museum Wien, Wien[13]